# .tel

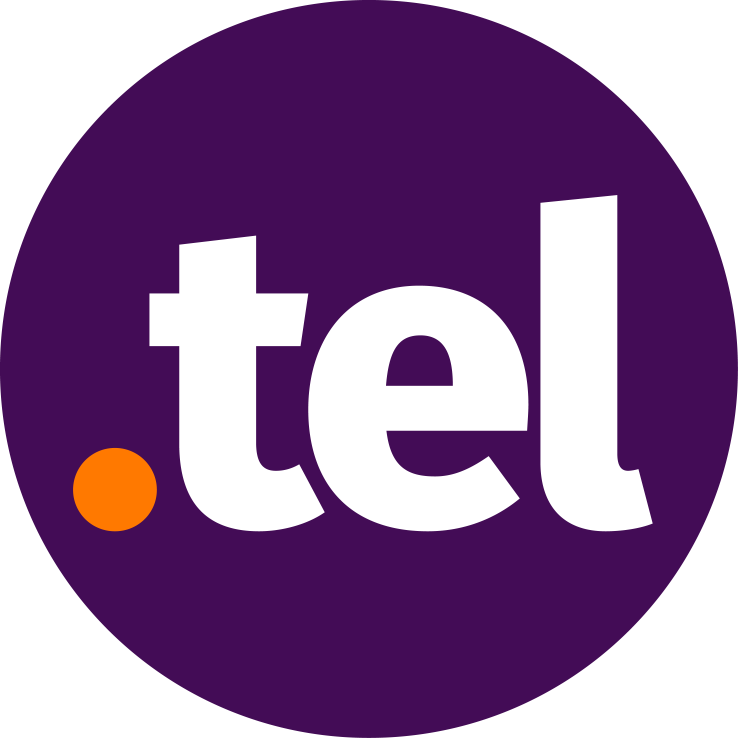
نمایی از لوگو دامنه .tel

از ۳ نوامبر ۲۰۰۸ میلادی شرکت‌ها و سازمان‌ها می‌توانند آدرس‌های وب خود را تحت tel. ثبت کنند. این دامنه جدید، که اطلاعات تماس را مستقیماً در «سیستم نامگذاری دامنه» یا Domain Name System کدگذاری می‌کند، می‌تواند به صورت یک دفتر تلفن اینترنتی عمل کند.
یک دامنه tel. به اطلاعات شرکت‌ها، سازمان‌ها و افراد مرتبط دسترسی می‌دهد. این اطلاعات شامل شمارهٔ تلفن، لینک به سایت‌های وب، صفحات شرکت یا فرد در شبکه‌های اجتماعی مثل Facebook یا MySpace، آدرس‌های پست الکترونیک، اسامی پیام‌های فوری، و حتی هویت‌های مجازی افراد در Second Life یا بازی‌های Xbox Live می‌باشد.
مت منسل، مدیرعامل Mesh Digital می‌گوید: «ایدهٔ ساده ایست و در برخی موارد ایده‌های ساده بهترین ایده‌ها هستند. فقط باید جا بیفتند.»
از آنجا که داده در DNS در عوض کامپیوتر میزبان ضبط می‌شود، هنگامی که فرد شماره تلفن یا آدرس خود را به روز درمی‌آورد، اطلاعات مستقیماً در دفترتلفن دوستانشان که اطلاعات .tel را بر روی دستگاه‌های موبایل ضبط کرده‌اند، روز آوری می‌شود.
آقای منسل می‌گوید: «این خدمت در وب منحصر به فرد است.» در عوض ارسال پیام به تمام دوستانتان به روز آوری اطلاعات شما به صورت اتوماتیک صورت می‌گیرد. دورهٔ اولیه ثبت دامنه صرفاً به شرکت‌ها و سازمان‌ها اختصاص خواهد یافت و هزینهٔ آن حدود ۴۰۰ دلار در سال خواهد بود (البته این هزینه ایست که توسط DomainMonster شارژ می‌شود).